# Brachyramphus
A Brachyramphus a madarak osztályának lilealakúak (Charadriiformes) rendjébe és az alkafélék (Alcidae) családjába tartozó nem.

## Rendszerezésük
A nemet Johann Friedrich von Brandt német zoológus és természettudós írta le 1837-ben, az alábbi fajok tartoznak ide:
- hosszúcsőrű törpealka vagy kamcsatkai törpelumma (Brachyramphus perdix)
- márványos törpelumma (Brachyramphus marmoratus)
- rövidcsőrű törpelumma (Brachyramphus brevirostris)

## Előfordulásuk
A Csendes-óceán északi részén honosak. Természetes élőhelyeik a tűlevelű erdők, tengerpartok és a szárazföldhöz közeli nyílt óceán. Állandó, nem vonuló fajok.

## Megjelenésük
Testhosszuk 23-26 centiméter közötti.

## Életmódjuk
Kis halakkal, krillel és egyéb apró zooplanktonnal táplálkoznak.

## Szaporodásuk
Erdőkben és sziklás helyeken fészkel, fészekalja egyetlen tojásból áll.